# 伊東涼々夏
伊東 涼々夏（いとう すずか、1993年5月29日 - ）は、日本の元グラビアアイドル。
千葉県出身。アクアス・エンターテインメント所属。

## 略歴
2011年、DVD『純無垢プレミアム』により、デビュー。
2012年6月、相模湖で撮影した4枚目のDVD『Happy Heart』をリリース。この頃より、テレビ番組『かなまりんてれび』に出演している。同年8月、スライムで胸や尻を隠すことにも挑戦した5枚目のDVD『恋少女 H』をリリース。作品の仕上がりについては「全体的に笑顔が多く、自分らしさがでている作品」と語っている。
2014年10月、ブログにて2014年いっぱいで所属事務所を辞めて、以降、芸能活動をする予定は無いと発表した。

## 人物
- 目標は「みんなに笑顔になってもらえるようなアイドルになること」[6]。
- 趣味はサッカー観戦。浦和レッズのファンで、特に槙野智章を応援している[7]。

## 作品

### DVD
- 純無垢プレミアム（2011年12月、OMEGA）
- 全力黒髪少女（2012年2月、メディアブランド）
- ハイリスク ロリータ（2012年4月、HIGH & LOW）
- Happy Heart（2012年6月、スパイスビジュアル）
- 恋少女 H（2012年8月、メディアブランド）
- 純潔DOLL（2012年10月、pistil）
- 涼々夏のしずく（2012年12月、Clubteen's）
- 続・ハイリスクロリータ（2013年2月、HIGH & LOW）
- お尻ヌード（2013年5月、メディアブランド）
- girl’s after school〜三年A組 夏涼子〜（2013年10月、彩文館）　※『夏涼子』名義
- 涼々夏の秘密（2013年12月、メディアブランド）
- プリティ きゅんきゅん（2014年2月、アースゲート）
- 涼々夏のお・も・て・な・し（2014年4月、メディアブランド）
- プリティどきゅんきゅん（2014年8月、アースゲート）　※大塚聖月との合同名義
- 清涼CANDY（2014年9月、INTEC Inc）
- すずらん〜伊東涼々夏・引退作（2014年11月、メディアブランド）

## 出演

### テレビ番組
- かなまりんてれび（2012年 - 、エンタ!371）